# Louise Dumont
Louise Dumont (née le 22 février 1862 à Cologne et décédée le 16 mai 1932 à Düsseldorf) est une actrice et directrice de théâtre allemande.